# Svenska Pantbanksföreningen
Svenska Pantbanksföreningen organiserar de svenska pantbankerna. Enligt föreningen själv är dess syfte att verka för en sund utveckling av branschen. 2018 bestod föreningen av 21 företag med 71 kontor – 57 kontor i Sverige, 13 kontor i Finland och ett i Norge. Föreningen grundades 1950 under namnet Sveriges Varubelånares Riksförbund. 